# Il pontile di Clausen (romanzo)
Il pontile di Clausen (The Dive from Clausen's Pier) è un romanzo di Ann Packer, pubblicato nel 2002.
Il libro ha vinto il Kate Chopin Literary Award 2002 e l'Alex Award nel 2003.

## Trama
Carrie Bell, una ragazza di ventitré anni, vive in una tranquilla cittadina del Wisconsin ed è fidanzata da otto anni con Mike. Quando un giorno, durante una gita al lago, il ragazzo si tuffa da un pontile e resta completamente paralizzato, Carrie, piuttosto che assisterlo, parte per New York, dove si costruisce una nuova vita.

## Opere derivate
Nel 2005 è stato tratto un film per la televisione, Il pontile di Clausen, diretto da Harry Winer, con Michelle Trachtenberg e Sean Maher.

## Edizioni in italiano
- Ann Packer, Il pontile di Clausen, traduzione di Monica Capuani, Milano: Mondadori, 2002
- Ann Packer, Il pontile di Clausen, traduzione di Monica Capuani, Milano: Oscar Mondadori, 2010